# La Roque-sur-Pernes
La Roque-sur-Pernes ist eine französische Gemeinde mit 431 Einwohnern (Stand 1. Januar 2022) im Département Vaucluse in der Region Provence-Alpes-Côte d’Azur. Sie gehört zum Kanton Pernes-les-Fontaines im Arrondissement Carpentras.

## Lage
Das Bergdorf liegt ungefähr fünf Kilometer südöstlich von Pernes-les-Fontaines, auf den Monts de Vaucluse in der Nähe von Le Beaucet.

## Geschichte
Ausgrabungen am Hypogäum von Sanguinouse haben einen Friedhof aus der Kupfersteinzeit (−2300 bis −1900) freigelegt. Er beinhaltete fünfzig bis sechzig Leichen, die auf einer Fläche von zehn Quadratmetern beerdigt wurden. An ihrer Seite befanden sich Feuersteinklingen, Pfeilspitzen, Schabmesser, aber auch Reliefs, auf denen Totenmahle zu sehen sind. Die Mahlzeiten bestanden aus Schaf, Wildschwein, Hirsch, Pferd und Kaninchen.
1113 trug das Dorf den Namen Rocha.
In der Nacht des 10. Dezember 1573 wurde das Dorf von Hugenotten aus Ménerbes und Joucas eingenommen. Sechs Tage später verließen sie den Ort wieder, begleitet von einer Karawane mit sechzig Ochsen, dreihundert Schweinen und hundert Maultieren, auf denen ihre Beute aufgeladen war.
Erste schriftliche Aufzeichnungen berichten von Weinanbau in dem Gebiet, der im siebzehnten Jahrhundert begonnen haben soll.
Im Zweiten Weltkrieg beschäftigte der Gipsabbau um 1943 Zwangsarbeiter im Rahmen der Kriegswirtschaft der deutschen Besatzer.
1950 nahm das entvölkerte Dorf auf Initiative von Robert Schuman Personen französischer Herkunft aus dem rumänischen Banat auf, die nach dem Zweiten Weltkrieg gezwungen wurden, diese Region zu verlassen. Nach Abzug der Osmanen und der darauf folgenden, hauptsächlich deutschsprachigen Auswanderungswelle, ließen sich im achtzehnten Jahrhundert die Vorfahren dieser Leute in der rumänischen Ebene des Banat nieder. → siehe auch: Ansiedlung der Banater in Frankreich.

### Einwohnerentwicklung
| Jahr      | 1962 | 1968 | 1975 | 1982 | 1990 | 1999 | 2008 | 2017 |
| --------- | ---- | ---- | ---- | ---- | ---- | ---- | ---- | ---- |
| Einwohner | 175  | 233  | 235  | 262  | 357  | 447  | 416  | 415  |

## Sehenswürdigkeiten
- Schloss aus dem elften Jahrhundert.
- Kirche aus dem Jahr 1758.
- Mehrere Springbrunnen und Waschhäuser
- Calade-Gassen

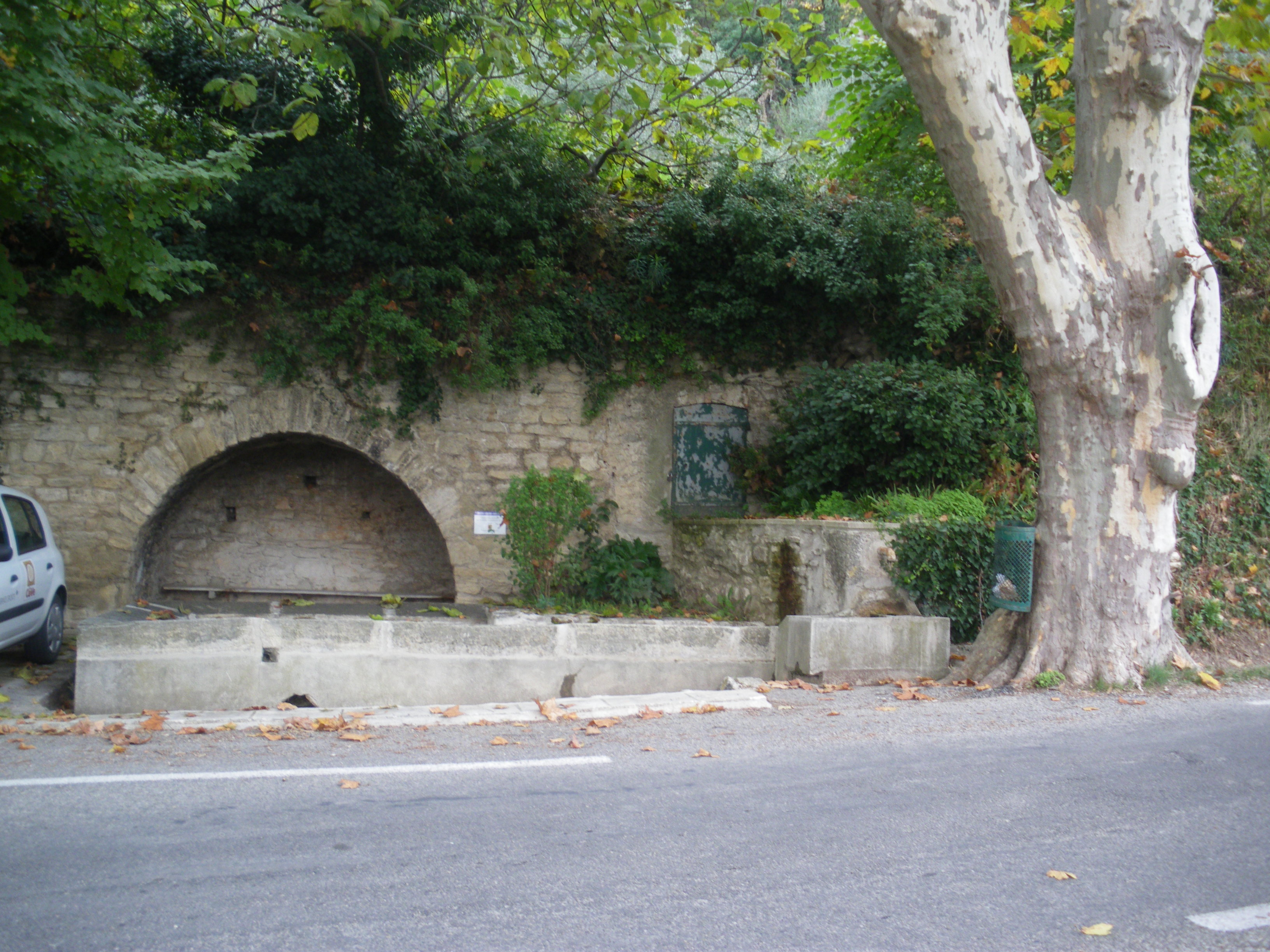
Lavoir
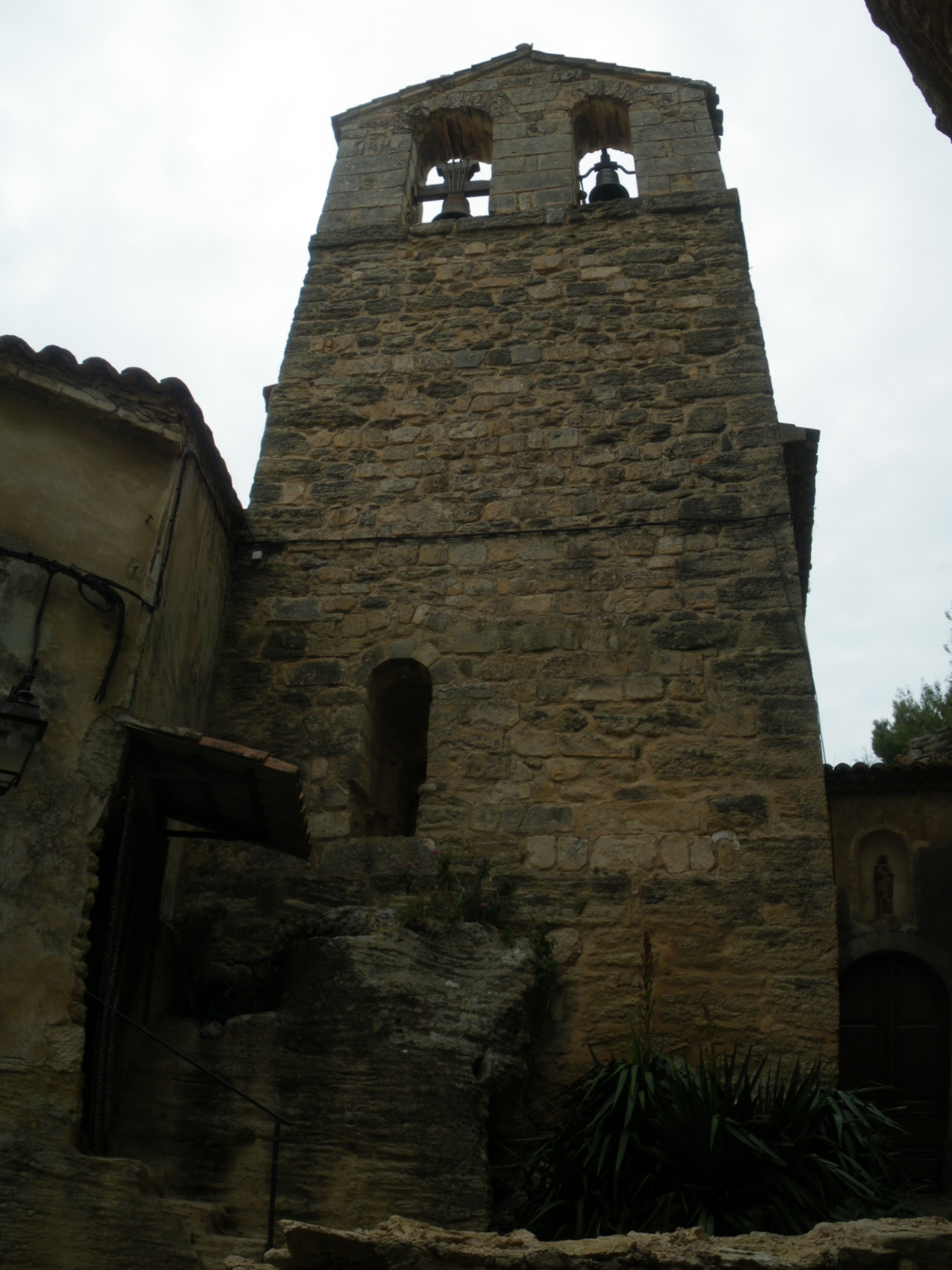
Glockenturm der Kirche Saint Pierre et Saint Paul